# Chotomyr
Chotomyr (ukr. Хутомир) – wieś na Ukrainie, w obwodzie wołyńskim, w rejonie kamieńskim. Liczy 187 mieszkańców.
Do 2020 w rejonie lubieszowskim. 